# Relaciones India-Venezuela
Las relaciones India-Venezuela son las relaciones internacionales entre India y Venezuela.

## Historia
Las relaciones diplomáticas entre India y Venezuela se establecieron el 1 de octubre de 1959. India mantiene una embajada en Caracas, mientras que Venezuela mantiene una embajada en Nueva Delhi.
Ha habido varias visitas de los Jefes de Estado y de Gobierno y de otros altos funcionarios entre los países. El presidente Hugo Chávez visitó Nueva Delhi del 4 al 7 de marzo de 2005. Chávez se reunió con el presidente indio A.P.J. Abdul Kalam y el primer ministro Manmohan Singh. Los dos países firmaron seis acuerdos, entre ellos uno para establecer una Comisión Mixta para promover las relaciones bilaterales y otra para la cooperación en el sector de los hidrocarburos. El canciller Nicolás Maduro visitó la India para asistir a la Primera Reunión de los Ministros de Relaciones Exteriores de la Troica India-CELAC reunidos en Nueva Delhi el 7 de agosto de 2012.
La Comisión Electoral de la India (ECI) y el Consejo Nacional Electoral (CNE) de Venezuela firmaron un memorando de entendimiento durante una visita del Comisionado de Elecciones de la India V.S. Sampath a Caracas en 2012. El ministro de Estado de Asuntos Corporativos visitó Venezuela para asistir al funeral estatal del presidente Chávez en marzo de 2013. El presidente y primer ministro de la India expresaron sus condolencias por la muerte de Chávez. El Rajya Sabha, la cámara alta del Parlamento, observó un minuto de silencio para marcar su muerte. El embajador Smita Purushottam representó a la India en la ceremonia de toma de posesión del sucesor de Chávez, Nicolás Maduro, el 19 de abril de 2013.
Los ciudadanos de Venezuela son elegibles para becas bajo el Programa Indígena de Cooperación Técnica y Económica y el Consejo Indio para Relaciones Culturales.

## Relaciones económicas

### Comercio
India superó a China como el mayor importador asiático de crudo de Venezuela en 2012. Venezuela es la tercera fuente de petróleo crudo de la India después de Arabia Saudita e Irak. En 2015, el 11,4% (21,59 millones de toneladas) de las importaciones totales de petróleo crudo de la India provenían de Venezuela. En la década anterior, la India se convirtió en el tercer mayor importador de petróleo en el mundo, después de Estados Unidos y China. Después de la inestabilidad en el oeste de Asia, su fuente tradicional de petróleo, India buscó diversificar sus fuentes de importaciones de petróleo. El aumento de la producción nacional de petróleo en los Estados Unidos resultó en una reducción del 49% de las importaciones de petróleo estadounidense de Venezuela en 2014, lo que creó una oportunidad para que India incremente las importaciones de crudo de Venezuela.
Como las importaciones de crudo constituyen la mayor parte del comercio bilateral, el valor total del comercio depende en gran medida de los precios del crudo. El comercio bilateral entre la India y Venezuela totalizó US $ 5,83 mil millones en 2015-16. Esto fue mucho menor que los $ 14,46 mil millones, $ 14,22 mil millones y $ 11,99 mil millones registrados en 2012-13, 2013-14 y 2014-15, respectivamente. En 2015-16, las exportaciones de petróleo crudo de Venezuela a la India se situaron en $ 5.68 mil millones, mientras que las exportaciones no petroleras de Venezuela representaron sólo $ 23.18 millones. Aparte del petróleo crudo, las otras importaciones importantes de las importaciones de la India de Venezuela son pellets del hierro y cables eléctricos.
Las exportaciones totales de la India a Venezuela en 2015-16 totalizaron $ 130.66 millones, disminuyendo de $ 258.07 millones el anterior fiscal. Los principales productos exportados por la India a Venezuela son productos farmacéuticos, productos químicos, textiles, coque de petróleo calcinado (CPC), productos de ingeniería como scooters, equipos y maquinaria.

### Hidrocarburos

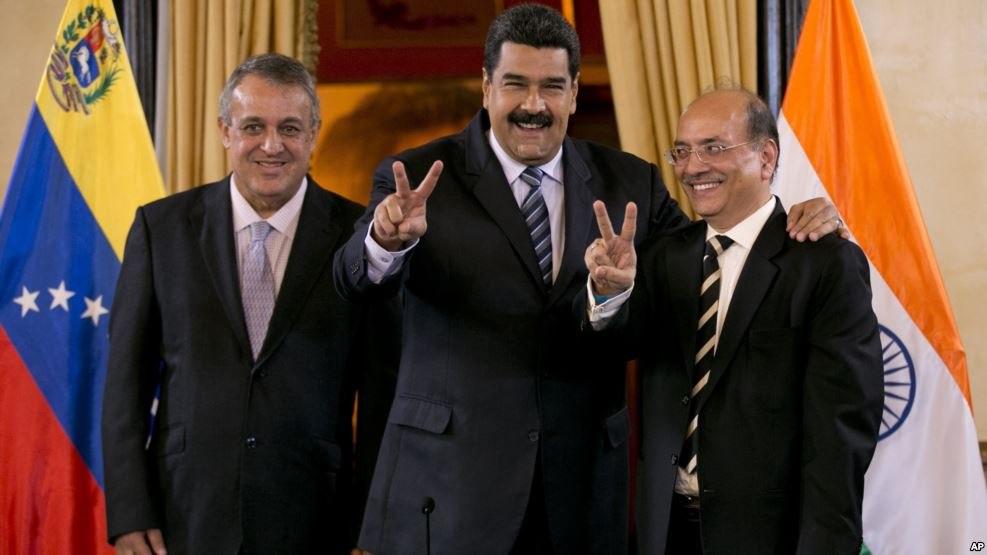
El presidente venezolano Nicolás Maduro, el director ejecutivo de ONGC, Narendra Kumar Verma, y el presidente de PDVSA, Eulogio Del Pino, en Caracas; noviembre de 2016.

Durante la visita del Presidente Chávez a la India en marzo de 2005, los dos países firmaron un acuerdo bilateral sobre cooperación en el sector de hidrocarburos y un memorando de entendimiento que otorgaba derechos de petróleo y gas natural. Exploración de gas en Venezuela. Posteriormente OVL abrió una oficina en Venezuela. En abril de 2008, OVL y PDVSA establecieron una empresa conjunta llamada Petrolera IndoVenezolana SA para la exploración y producción de petróleo en el campo San Cristóbal, Táchira y San Cristóbal. OVL tiene una participación de 40% en la compañía y el 60% restante es propiedad de PDVSA. OVL ayudó a certificar las reservas de petróleo pesado en el cinturón del río Orinoco en 2010.
En febrero de 2010, un consorcio internacional que incluía compañías petroleras estatales de la India ganó una licitación global para reclamar una participación de 40% por 1.05 mil millones de dólares en el campo petrolífero Carabobo-1, dando a la India la capacidad de producir 400.000 barriles de crudo por día. Tres firmas indias -OVL, Indian Oil Corporation, IOC, Oil, India, OIL- forman parte del consorcio junto con Repsol de España y Petronas. De Malasia. Las tres empresas indias poseen una participación combinada del 18% en el campo petrolero de Carinobo.
India es uno de los pocos países con la capacidad de refinar el crudo venezolano. El petróleo crudo venezolano requiere procesamiento especial debido a su calidad inferior en comparación con el crudo de Oriente Medio, ya que el primero es más pesado y contiene más azufre. Reliance Industries Limited (RIL) obtuvo un contrato de 15 años de suministro de crudo con PDVSA para importar 400.000 barriles de petróleo por día, para procesar en sus refinerías gemelas en Jamangar, Gujarat. Essar es otro importante importador de petróleo de Venezuela.
India y Venezuela firmaron un acuerdo para duplicar la producción en el campo petrolero de San Cristóbal en noviembre de 2016.

### Productos farmacéuticos
Varias empresas farmacéuticas de la India, como Sun Pharma, Reddy's Laboratories], Glenmark Pharmaceuticals Glenmark, Claris y Cipla operan en Venezuela. Cipla tiene 120 medicamentos aprobados para comercializar en Venezuela a partir de 2013, e hizo casi $ 15 millones en ingresos en el año 2006. La mitad de todos los pacientes con VIH en Venezuela usaron al menos un fármaco Cipla en 2006.
Las empresas farmacéuticas indias han podido aprovechar la grave escasez de medicamentos básicos en Venezuela, que la Federación Venezolana de Farmacéuticos estima en alrededor del 70%. Las firmas indias exportaron medicamentos por valor de 140 millones de dólares a Venezuela en 2014-15. El mercado venezolano es tan importante para las firmas indias que la política interna puede afectar sus precios. Por ejemplo, las acciones de Glenmark y Reddy's cayeron un 5% y un 2%, respectivamente, después de las elecciones parlamentarias venezolanas, 2015 y 2015, y la expectativa de devaluación de la moneda en Venezuela. Debido a los controles de moneda puestos en la economía por el gobierno venezolano, las firmas indias no han podido repatriar los ingresos de sus filiales venezolanas desde 2013. Los laboratorios del Dr. Reddy tuvieron que cancelar 64,7 millones de dólares en el cuarto trimestre del año fiscal de 2008 debido a las restricciones monetarias impuestas por el gobierno venezolano, y la compañía sólo pudo repatriar 4 millones de dólares en ese trimestre.

## Relaciones culturales
La Asamblea Nacional de Venezuela aprobó una resolución unánime en honor de Sai Baba de Shirdi Sai Baba después de su muerte.

## Embajador indio en Venezuela
P.K. Ashok Babu es el actual embajador de la India en Venezuela.

## Indios en Venezuela
A partir de julio de 2016, hay cerca de 50 familias indias viviendo Venezuela, de las cuales unas 35 residen en Caracas. La Asociación India de Venezuela, que estaba latente desde 1997 y resucitó en 2003, organiza celebraciones para festivales indios como Diwali y Holi para miembros de la comunidad india, así como para los venezolanos. La mayoría de la comunidad india son empresarios, empleados de compañías petroleras y profesionales, en Venezuela viven 10.000 personas nacidas en la India.